# شاه لیر (فیلم ۱۹۱۰)
شاه لیر (ایتالیایی: Re Lear) یک فیلم صامت در ژانر درام تاریخی به کارگردانی جرولامو لو ساویو است که در سال ۱۹۱۰ منتشر شد. از بازیگران آن می‌توان به فرانچسکا برتینی اشاره کرد.
این فیلم اقتباسی از شاه لیر اثر ویلیام شکسپیر است.